# Conselho Nacional Socialista de Nagalândia

Bandeira da organização.

O Conselho Nacional Socialista de Nagaland (em inglês:  National Socialist Council of Nagaland, NSCN) é um grupo separatista nacionalista naga operando principalmente no nordeste da Índia, com atividades menores no noroeste de Mianmar (Birmânia) até 2012. O principal objetivo da organização é estabelecer um estado Naga soberano, "Nagalim", que consistiria em todas as áreas habitadas pelo povo naga no nordeste da Índia e noroeste de Mianmar. O slogan do grupo é "Nagaland para Cristo". O grupo luta atualmente pela separação de Nagaland da Índia.
Duas facções principais do grupo incluem o NSCN (K), liderado por S. S. Khaplang; e o NSCN (I-M), liderado por Isak Chishi Swu e Thuingaleng Muivah. Em 2015, em resposta a um ataque a um comboio do exército em Manipur, a Índia designou o NSCN (K) como uma organização terrorista sob a Lei (de Prevenção) de Atividades Ilícitas.  O Ministério de Assuntos Internos da Índia classifica o NSCN como um grande grupo insurgente.